# Calocosmus marginipennis
Calocosmus marginipennis là một loài bọ cánh cứng trong họ Cerambycidae.